# Мізюринська сільська рада
Мізю́ринська сільська́ ра́да — адміністративно-територіальна одиниця та орган місцевого самоврядування в Шумському районі Тернопільської області. Адміністративний центр — село Мізюринці.

## Загальні відомості
- Територія ради: 9,265 км²
- Населення ради: 348 осіб (станом на 2001 рік)

## Населені пункти
Сільській раді підпорядковані населені пункти:
- с. Мізюринці

## Склад ради
Рада складається з 12 депутатів та голови.
- Голова ради: Качан Микола Анатолійович
- Секретар ради: Святенюк Валентина Петрівна

### Керівний склад попередніх скликань
| Прізвище, ім'я, по батькові | Основні відомості                                                 | Дата обрання | Дата звільнення |
| --------------------------- | ----------------------------------------------------------------- | ------------ | --------------- |
| Качан Микола Анатолійович   | Сільський голова, 1965 року народження, освіта вища, безпартійний | 26.03.2006   | 31.10.2010      |
| Качан Микола Анатолійович   | Сільський голова, 1965 року народження, освіта вища, безпартійний | 31.10.2010   |                 |

Примітка: таблиця складена за даними сайту Верховної Ради України

### Депутати
За результатами місцевих виборів 2010 року депутатами ради стали:

#### За суб'єктами висування
| Суб'єкт висування          | Кількість обраних депутатів | %  |
| -------------------------- | --------------------------- | -- |
| Самовисування              | 9                           | 75 |
| Громадянська партія «Пора» | 3                           | 25 |

#### За округами
| № округу                   | Прізвище, ім'я, по батькові     | Дата визнання обраним | Освіта             | Партійна приналежність           | Відомості про обраного депутата          |
| -------------------------- | ------------------------------- | --------------------- | ------------------ | -------------------------------- | ---------------------------------------- |
| Громадянська партія «ПОРА» |                                 |                       |                    |                                  |                                          |
| 8                          | Галан Юрій Олексійович          | 05.11.2010            | середня            | член Громадянської партії «ПОРА» | тимчасово не працює                      |
| 10                         | Одлижук Валентина Володимирівна | 05.11.2010            | середня спеціальна | позапартійна                     | Мізюринецька сільська рада, бухгалтер    |
| 11                         | Андрійчук Любов Анатоліївна     | 05.11.2010            | середня спеціальна | член Громадянської партії «ПОРА» | тимчасово не працює                      |
| Самовисування              |                                 |                       |                    |                                  |                                          |
| 1                          | Бойчук Тетяна Анатоліївна       | 05.11.2010            | середня            | позапартійна                     | тимчасово не працює                      |
| 2                          | Хитрук Ганна Ананіївна          | 05.11.2010            | середня            | позапартійна                     | фельдшерсько-акушерський пункт, завідуюч |
| 3                          | Гоменяк Михайло Дмитрович       | 05.11.2010            | середня            | позапартійний                    | тимчасово не працює                      |
| 4                          | Святинюк Валентина Петрівна     | 05.11.2010            | вища               | позапартійна                     | Сільська рада с. Мізюринці, секретар     |
| 5                          | Соловей Ганна Сергіївна         | 05.11.2010            | середня            | позапартійна                     | ВАТ Дубно — молоко, лаборант             |
| 6                          | Сучкова Неля Борисівна          | 05.11.2010            | середня            | позапартійна                     | тимчасово не працює                      |
| 7                          | Мартинюк Лариса Федорівна       | 05.11.2010            | середня            | позапартійна                     | с. Мізюринці, техпрацівник               |
| 9                          | П'ятночко Зоя Григорівна        | 05.11.2010            | середня            | позапартійна                     | пенсіонер                                |
| 12                         | Фук Володимир Петрович          | 05.11.2010            | середня            | член Громадянської партії «ПОРА» | ФГ «Добробут», різноробочий              |